# 168234 Hsi Ching
168234 Hsi Ching è un asteroide della fascia principale. Scoperto nel 2006, presenta un'orbita caratterizzata da un semiasse maggiore pari a 2,5967434 au e da un'eccentricità di 0,1729459, inclinata di 8,07368° rispetto all'eclittica.